# Molepolole
Molepolole este reședința districtului Kweneng din Botswana.